# Викрамашила

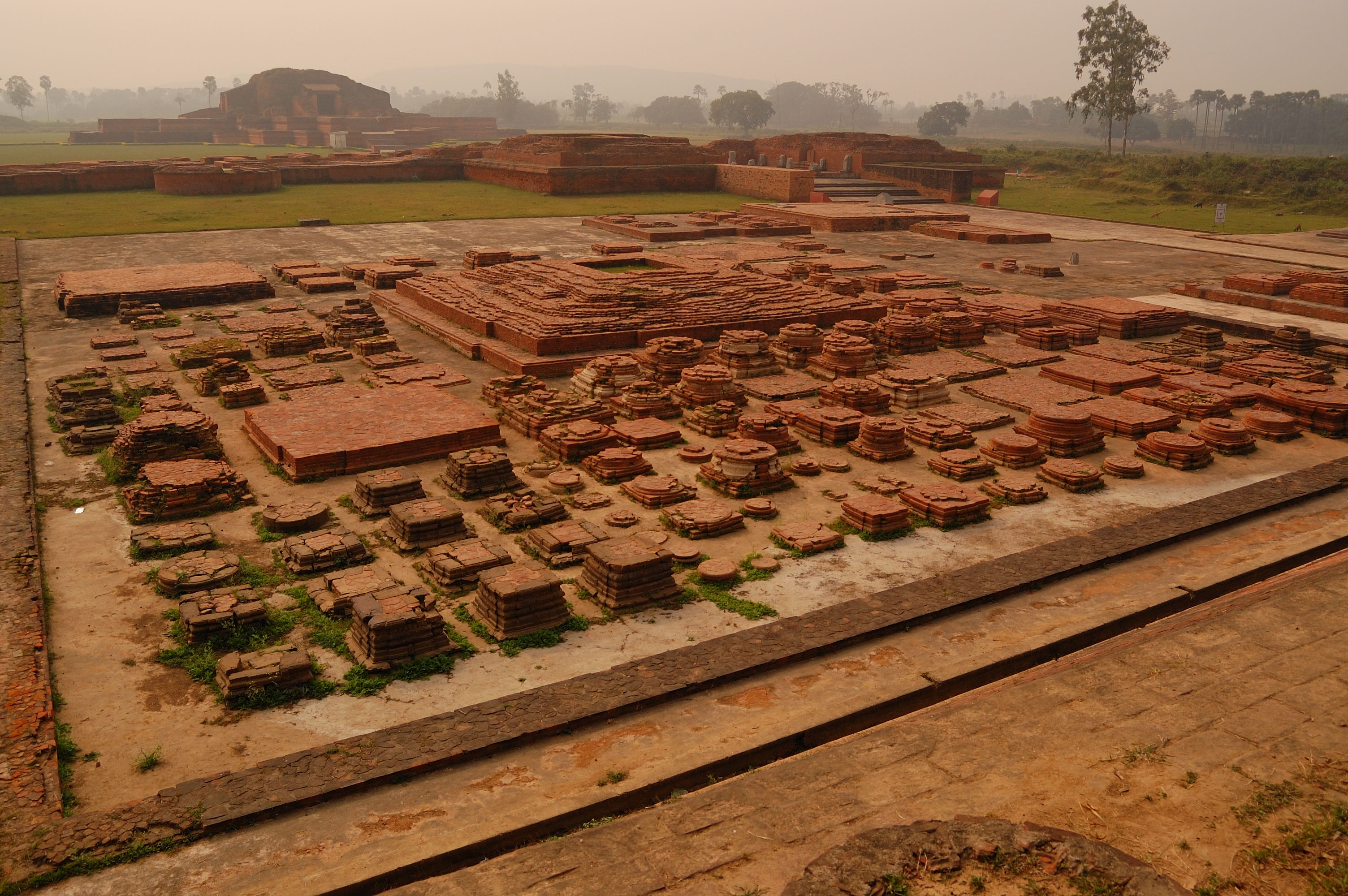
Руины университета Викрамашила

Викрамашила — буддистский университет в Магадхе в эпоху династии Пала, религиозный и образовательный центр средневековой Индии.
В средние века один из двух важнейших университетов наряду с Наландой — центр буддийской (махаяна) учёности.

## Описание
Существовал в течение VIII—XII веков. Располагался близ города Бхагалпур на территории штата Бихар, Республика Индия. Находился под протекцией правителей региона. Занимал площадь 0,14 км². Состоял из семи монастырей, 6 храмов и библиотеки, которая насчитывала свыше девяти миллионов книг. Пользовался популярностью среди юношества и учёных Индии, Китая и Персии.
В 1193 году разграблен тюрками-мусульманами под руководством Бахтияр Хилджи, что повлекло окончательный упадок буддизма в Индии.